# 구미항
구미항(九尾港)은 경상남도 남해군 남면 덕월리, 구미마을 인근에 있는 어항이다. 2002년 8월 6일 어촌정주어항으로 지정하여 관리하고 있다. 시설관리자는 남해군수이다.

## 어항 연혁
- 마을 형상이 거북 모양으로 생겼다고 해서 예전엔 구미(龜尾)로 불리다가 일제에 의하여 어려운 글자라 하여 아홉구자를 사용한 구미(九尾)로 유래되었다.

## 어항 시설
- 방파제 L=165, B=4.5m, 선착장 L=50m, B=5m, 호안 L=264, B=5m

## 주요 어종
- 노래미, 도다리, 볼락, 문어, 장어, 숭어 등